# Новосяды 2
Новосяды 2 (бел. Навася́ды 2) — деревня в Ошмянском районе Гродненской области Республики Беларусь. Входит в состав Каменнологского сельсовета.

## География
Ближайшие населённые пункты Беняны, Бояры, Курганы и др.
Расположена в пограничной зоне с Литвой.

## История
В 1905 году в Шумской волости Виленского уезда Виленской губернии.

## Население

### Численность
- 2009 год — 9 жителей

### Динамика
- 1999 год — 15 жителей (перепись населения)
- 2009 год — 9 жителей (перепись населения)[2]